# 邱仰嶙
邱仰嶙（?—?），内务府正白旗汉军人。雍正壬子科举人，乾隆己未科进士。历任湖北德安府云梦县知县、安陆府沔阳州知州等职。